# Racotis japonica
Racotis japonica là một loài bướm đêm trong họ Geometridae.